# Lejeunea perpapillosa
Lejeunea perpapillosa är en bladmossart som beskrevs av M.E.Reiner et K.C.Pôrto. Lejeunea perpapillosa ingår i släktet Lejeunea och familjen Lejeuneaceae. Inga underarter finns listade i Catalogue of Life.